# Arche de la Neutralité
L’arche de la neutralité, en turkmène Bitaraplyk arkasy, est un monument emblématique d'Achgabat, capitale du Turkménistan. 
Ensemble moderniste construit en 1998, il participe à la politique de renouveau urbanistique initiée par l'ancien président Saparmyrat Nyýazow visant à remplacer les anciens symboles soviétiques par des constructions célébrant son propre régime. 
Situé initialement à proximité du palais présidentiel, sur la place Türkmenbaşy, il a été démonté et reconstruit en périphérie dans le courant de l'année 2010.

## Description
Surnommé « tripode » ou « trois-pattes » par les habitants d'Achgabat, l'arche de la neutralité apparaît comme un des édifices les plus controversés de la capitale turkmène. Partie intégrante d'un vaste programme d'aménagement urbain visant à « magnifier » la personne de l'ancien président, ce monument aux formes futuristes — caractéristique du mouvement dit « light architecture » — vient célébrer la reconnaissance par les Nations unies du statut de « nation neutre » le  12 décembre 1995. Ce concept demeure toujours à la base de la politique étrangère du pays. 
Parfois comparé à une fusée ou à un engin spatial, il est censé représenter un repose-plat traditionnel (utilisé pour la cuisson des aliments par les tribus nomades). Érigé par la compagnie de travaux publics turque Polimeks (principale concurrente de la branche turkmène de Bouygues, Bouygues Turkmen) sous la direction de l'architecte Erol Tabanja, il se situait à l'origine à proximité immédiate du complexe présidentiel. 
L'arche était surmontée d'une monumentale statue en bronze de l'ancien chef d'état (12 mètres), bras tendus vers le soleil, entièrement recouverte de feuilles d'or et équipée d'un mécanisme de précision lui faisant suivre la course de l'astre, œuvre du sculpteur Babasary Annamuradow. La nuit, de puissants projecteurs éclairaient la statue du Türkmenbaşy, devenue un repère dans le paysage urbain d'Achgabat. 
Les trois pylônes formant la base sont ornés de plaques de marbre et de bas-reliefs en bronze représentant quelques grands événements de l'histoire de la nation turkmène (partie basse) et des motifs inspirés des tapis traditionnels (partie haute). Des ascenseurs permettaient de rallier les étages, le café et les plates-formes d'observation.
Au total, la construction de l'arche aurait coûté près de 12 millions de dollars américains.
Le 18 janvier 2010, le président Gurbanguly Berdimuhamedow signe un décret visant à transférer l'arche de la neutralité à l'écart du centre-ville. Celle-ci devait être reconstruite quasiment à l'identique, hormis la statue en or de l'ancien président. La structure devait également être portée à 95 mètres de haut. 
Le chantier, prévu pour débuter au mois de mars 2010, est conduit par l'entreprise de BTP turque Polimeks, déjà maître d'œuvre de la construction en 1998. Son coût est estimé par certaines associations des droits de l'homme à près de 200 millions de dollars américains, un budget qui s'il était avéré, serait largement supérieur à celui de sa construction. 
Une fois déplacée, l'arche est placée dans un musée de l'indépendance.